# Galafura
Galafura ist ein Ort und eine ehemalige Gemeinde (Freguesia) im portugiesischen Kreis Peso da Régua. Die Gemeinde hatte 663 Einwohner (Stand 30. Juni 2011).
Am 29. September 2013 wurden die Gemeinden Galafura und Covelinhas zur neuen Gemeinde União das Freguesias de Galafura e Covelinhas zusammengeschlossen. Galafura ist Sitz dieser neu gebildeten Gemeinde.